# Mazarredia longipennis
Mazarredia longipennis är en insektsart som beskrevs av Zheng, Z., G. Jiang och Jianwen Liu 2005. Mazarredia longipennis ingår i släktet Mazarredia och familjen torngräshoppor. Inga underarter finns listade i Catalogue of Life.